# Ciudades de la llanura
Ciudades de la llanura es una novela escrita por el autor estadounidense Cormac McCarthy. Fue publicada en 1994 por la editorial Alfred A. Knopf y es la tercera y última novela en la Trilogía de la frontera. El título de la novela hace referencia a Sodoma y Gomorra (Génesis 19:29).

## Argumento
La novela reúne a John Grady Cole, el protagonista del primer libro de la trilogía, con Billy Parham, el protagonista de En la frontera. Parham es nueve años mayor que John Grady, quien ahora tiene diecinueve años, y los dos vaqueros tiene una amistad fraternal al inicio de la novela.
La novela se inicia en 1952 con John Grady y Billy trabajando juntos en una hacienda ganadera al sur de Alamogordo (Nuevo México), cerca de las ciudades fronterizas de El Paso (Texas) y Ciudad Juárez (Chihuahua). Los dueños del rancho tratan a sus empleados con bondad, pero debido a una sequía, las haciendas del área luchan por su existencia y el Departamento de Defensa amenaza con expropiarlos para construir bases militares. Aunque el salario es poco, los vaqueros disfrutan de su vida cerca de la tierra, sus caballos y las criaturas salvajes de los pastizales. Durante una visita a un burdel, John Grady conoce y se enamora de una frágil prostituta, Magdalena, a quien le propone matrimonio. Sin embargo, el administrador del burdel, Eduardo, es un cuchillero experimentado y, en muchos aspectos, es el opuesto de John Grady, excepto porque ambos desean tener a Magdalena. Tiburcio, el secuaz de Eduardo, degüella a Magdalena después de que escapa del burdel y espera a Grady en la frontera. La rivalidad de Grady y Eduardo los lleva a un duelo de cuchillos, en el cual el estadounidense es herido mortalmente en el estómago, pero en un momento de descuido, aprovecha y clava su puñal en la quijada de Eduardo. Grady es llevado por unos mexicanos a un cobertizo, en donde sobrevive sólo lo suficiente para ver una vez más a su amigo Billy.